# Молодой тигр, играющий со своей матерью
«Молодой тигр, играющий со своей матерью» (фр. Jeune Tigre jouant avec sa mère) — картина французского художника Эжена Делакруа, написанная в 1830—1831 годах. На картине изображены два огромных тигра, «играющих» друг с другом. Написанная в начале карьеры художника, полотно показывает, как Делакруа в тот период привлекали сюжеты с животными. Картина была выставлена в Парижском салоне 1831 года. Она принадлежала Морису Коттье. Находится в коллекции Лувра (зал № 77) в Париже.

## Описание и анализ
Полотно изображает двух огромных тигров у скалы под облачным небом. Молодой тигр, показанный на заднем плане, склоняется к своей матери, возлежащей на переднем плане картины. Некоторые авторы утверждали, что картины Делакруа с животными были сделаны с использованием его домашней кошки в качестве модели. И хотя вдохновение для картины было связано с одним из его визитов в зверинец Сада растений в Париже, чтобы посмотреть, как тигры играют со его другом скульптором-анималистом Антуаном-Луи Бари, Деларуа больше довольствовался наблюдением за своей собственной кошкой.
Произведение было в некотором роде под влиянием Рубенса и полностью противоположно его собственной жестокой «Охоте на тигров», хотя обе эти картины, как и другие произведения Делакруа на эту тему, передают свирепость и нежность, на которые способны эти животные. Делакруа мог написать эти две настолько разные картины, чтобы показать насколько отличным может быть поведение тигров. На самом деле тигрята играют в первые годы жизни, потому что это готовит их к охоте, выслеживанию, лазанию и дракам во взрослом возрасте. Тигры и большие кошки — частые мотивы в работах Делакруа.
Эти картины, наряду с «Молодым тигром, играющим со своей матерью», можно интерпретировать как приём художника, отображающего человеческие эмоции и страсти, персонифицированные в виде ласковых либо свирепых животных. Делакруа писал в своём дневнике: «Люди — это тигры и волки, стремящиеся уничтожить друг друга». Его друг Теофиль Готье увидел сходство между манерами художника и манерами больших кошек, которых он рисовал, написав: «Его рыжевато-коричневые глаза с кошачьим выражением, его тонкие губы, плотно натянутые над великолепными зубами, его твердая линия челюсти, подчеркнутая сильными скулами. … придавали его чертам неукротимую, странную, экзотическую, почти тревожную красоту».
Жестокие, но также и божественные животные, олицетворяют «удовольствие от дикой природы», которым были очарованы художники-романтики, такие как Делакруа. «Молодой тигр, играющий со своей матерью» сыграла значительную роль в творчестве художника. Историк искусства Ли Джонсон написал об этом:
«Молодой тигр, играющий со своей матерью», крупнейшая картина Делакруа с изображением животных, была представлена на выставке в Люксембургском дворце в пользу граждан, раненых во время Июльской революции».